# Vivianne Dietz
Vivianne Dietz (Valdivia, Los Ríos, 26 de enero de 1996) es una actriz chilena.

## Biografía

### Primeros años
Vivianne, a pesar de nacer en Valdivia, vivió gran parte de su vida en Puerto Montt; es la segunda de tres hijos. Su madre padece la enfermedad de von Willebrand, el más frecuente de los trastornos de coagulación, por lo que se estableció en Valdivia para dar a luz allí a sus dos primeros hijos, donde había mejor asistencia y cuidados médicos. Gran parte de su vida la vivió en la ciudad de Puerto Montt, la cual deja para llegar a Santiago en 2015 a la edad de 18 años, cuando ingresa a estudiar Teatro en la Universidad de Chile.
Sin embargo, antes de llegar a la actuación, Dietz incursionó en diversos concursos de belleza con gran éxito, de hecho, en el 2015 se convirtió en Reina del Mar de Puerto Montt, lo que la llevó a participar del Miss Mundo Chile 2016; certamen donde fue finalista.
Cuando se encontraba cursando su segundo año de Teatro en la Universidad de Chile recibió el llamado para su primer rol televisivo en Televisión Nacional de Chile.

## Carrera televisiva
Vivianne debuta en televisión a fines de 2017, cuando se integra al elenco definitivo de Wena profe, donde interpreta a Belén González.
En 2018, a mediados del segundo semestre de ese año, Vivianne es invitada por Pablo Ávila a incorporarse a la teleserie vespertina de Canal 13, que se titula La reina de Franklin. En la producción, Vivianne interpreta a Lourdes Rojas.
En marzo de 2019 se estrena una nueva teleserie de TVN, titulada Amar a morir (la cual ya había sido grabada en 2018 y fue emitida en 2019), interpretando a Rocío Figueroa.
Desde el segundo semestre de 2019, Vivianne confirma que ha emigrado a una nueva casa televisiva, Mega, protagonizando Yo soy Lorenzo, donde interpreta a Laura Orellana. Esta producción termina anticipadamente el 25 de mayo de 2020 por causa de la Pandemia de COVID-19 y los protocolos sanitarios implementados a escala nacional que impidieron poder reunir a los actores y personal relacionado para grabar los episodios restantes, razón por la cual se decidió improvisar un desenlace utilizando escenas de archivo y un mínimo de actores.
En el año 2021 participa en la teleserie chilena transmitida por Mega, Edificio Corona, cuya trama sigue a los residentes de un edificio en medio de la pandemia del Covid-19. Allí interpretó a Rubí Cárdenas. 
A pesar de su corta carrera televisiva, Vivianne ya ha participado en producciones de tres canales de televisión distintos (Televisión Nacional de Chile, Canal 13 y Mega), actuando al lado de actrices históricas de la televisión chilena como Claudia Di Girolamo y Carolina Arregui.
En 2020 afirmó que audicionó en Los Ángeles para el rol de Dani Ramos en Terminator: Dark Fate, en donde perdió su primera oportunidad de llegar a Hollywood por no hablar inglés fluido. Finalmente, el papel quedó en manos de la actriz colombiana Natalia Reyes.
Años después y luego de dedicarse por completo a su faceta como actriz teatral, Vivianne regresaría a Chile y al canal Mega, esta vez, para ser parte del elenco de la hoy icónica telenovela dramática y de época ganadora de un Premio Produ como "Mejor Guión de Telenovela o Superserie" y de 4 Premios Caleuche en cuatro categorías distintas dentro del rubro Telenovela, El señor de La Querencia; allí interpretó a Teresa "Teresita" Echeñique, la hija menor de la familia Echeñique Amenábar que, se esconden varios secretos en su entorno durante este transcurso. Allí, además en esta exitosa e icónica producción, comparte escenas con Gabriel Cañas, María Gracia Omegna, Simón Pesutic y Luz Valdivieso, entre muchos otros. 

## Filmografía
| Año  | Título             | Papel         | Notas                   |
| ---- | ------------------ | ------------- | ----------------------- |
| 2020 | Perra Vida         | Por confirmar | cortometraje            |
| 2021 | Cydonia            | Catalina      | cortometraje            |
| 2022 | Ardiente paciencia | Beatriz       | Producción para Netflix |

| Año       | Título                   | Papel                       | Ref.                        |
| --------- | ------------------------ | --------------------------- | --------------------------- |
| 2017–2018 | Wena profe               | Belén González              | Elenco principal            |
| 2018–2019 | La reina de Franklin     | Lourdes Rojas               | Elenco principal            |
| 2019      | Amar a morir             | Rocío Figueroa              | Elenco principal            |
| 2019–2020 | Yo soy Lorenzo           | Laura Orellana              | Protagonista; 148 episodios |
| 2021      | Edificio corona          | Rubí Cárdenas               | Elenco principal            |
| 2024      | El señor de La Querencia | Teresa "Teresita" Echeñique | Elenco principal            |
| 2024–2025 | Los Casablanca           | Luciana Prado               | Elenco principal            |
| 2025      | Aguas de oro             | Ayelén Gamboa               | Elenco principal            |

| Año  | Título         | Artista                                                          |
| ---- | -------------- | ---------------------------------------------------------------- |
| 2017 | Entrégame      | KHRIS                                                            |
| 2018 | Bonita         | CNCO                                                             |
| 2018 | Boca loca      | KHRIS                                                            |
| 2019 | No Más         | Ella Misma, Luis David, Cristian Azocar, Pipe Galindo, Yoan Amor |
| 2024 | Rompecorazones | Francisca Valenzuela                                             |